# الگادان (کالیفرنیا)
الگادان، کالیفرنیا (به انگلیسی: Algodon, California) یک منطقهٔ مسکونی در ایالات متحده آمریکا است که در شهرستان یوبا واقع شده‌است.

## خصوصیات
الگادان ۱۶ متر بالاتر از سطح دریا واقع شده‌است.